# Kodeks purpurowy

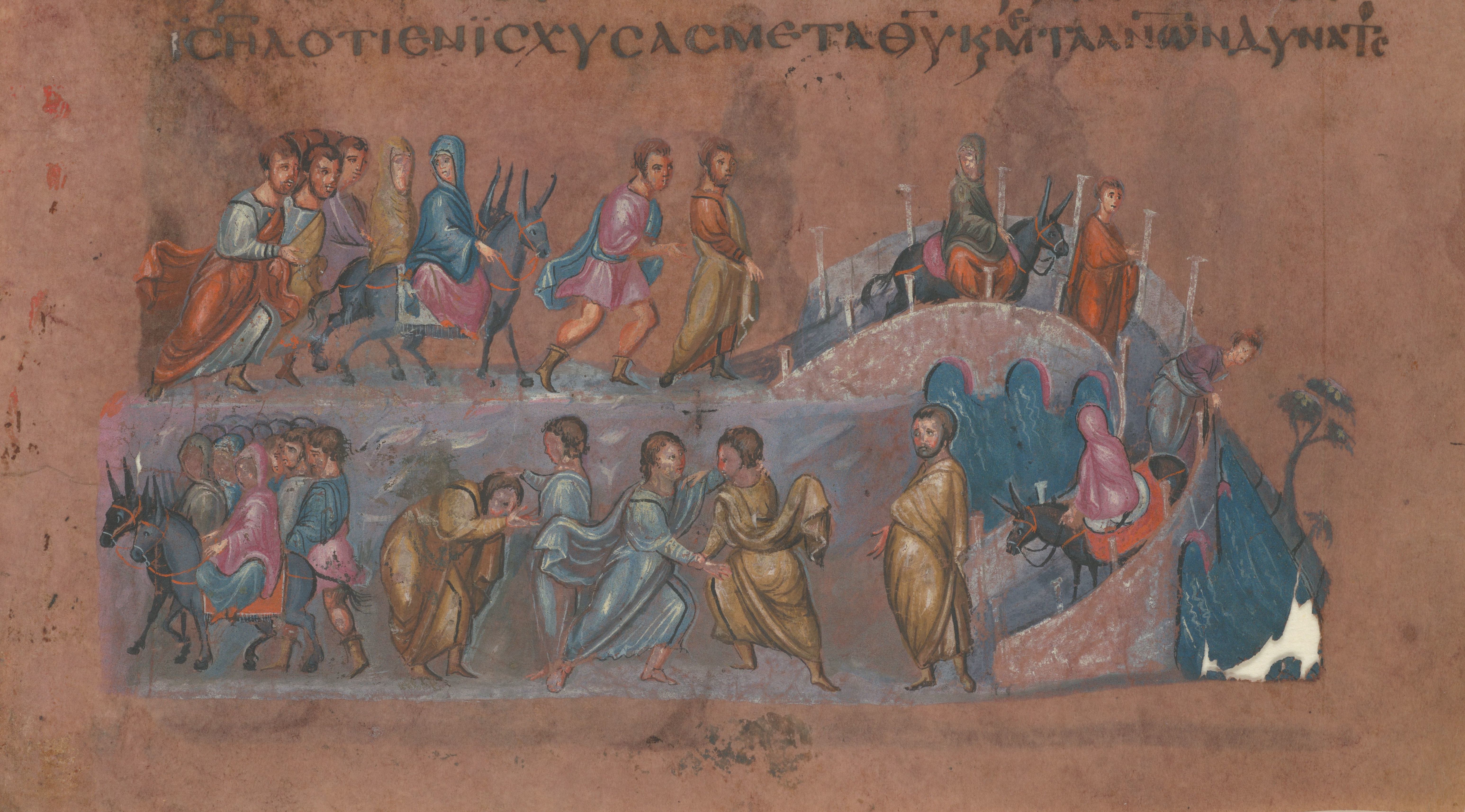
Wiedeńska Genesis

Kodeks purpurowy – rękopis spisany na pergaminie nasączonym purpurą. Purpurę uzyskiwano z żyjących w Morzu Śródziemnym mięczaków z gatunków (łac.) Purpura haemastoma oraz Murex trunculus (szkarłatniki i rozkolce). Tekst pisany jest złotem lub srebrem. Kodeks purpurowy używany był w rzymskim i bizantyjskim imperium.

## Lista rękopisów
Do uncjalnych kodeksów purpurowych Nowego Testamentu należą (wszystkie z VI wieku):
- Purpurowy Kodeks Petropolitański
- Kodeks z Synopy
- Ewangelie z Rossano
- Codex Beratinus
- Kodeks 080

Wszystkie zawierają jakiś element tekstu cezarejskiego. Kodeks z Synopy i Kodeks z Rossano są najstarszymi ilustrowanymi rękopisami NT.
Dwa minuskułowe rękopisy Nowego Testamentu:
- Minuskuł 565 znany jako Empress Theodora's Codex
- Minuskuł 1143 znany jako Beratinus 2

Jeden lekcjonarz Nowego Testamentu:
- Codex Neapolitanus – 46 lekcjonarz na liście Gregory-Aland

Dwa rękopisy Septuaginty:
- Wiedeńska Genesis
- Codex Turicensis

Sześć starołacińskich rękopisów Nowego Testamentu (a, b, e, f, j, i):
- Codex Vercellensis
- Codex Veronensis
- Codex Palatinus
- Codex Brixianus
- Codex Purpureus Sarzanensis
- Codex Vindobonensis Lat. 1235

Rękopisy Wulgaty:
- Ewangeliarz Godeskalka

Gocki rękopis Nowego Testamentu:
- Srebrna Biblia

Anglo-saksoński rękopis Nowego Testamentu:
- Stockholm Codex Aureus

Rękopis Peszitty:
- Ewangelie Rabbuli